# ペトリ・コッコ
ペトリ・コッコ（Petri Kokko、1966年2月21日 - ）は、フィンランド出身の男性フィギュアスケート選手。1992年アルベールビルオリンピック、1994年リレハンメルオリンピックアイスダンスフィンランド代表。1995年ヨーロッパフィギュアスケート選手権優勝。パートナーは妻でもあるスザンナ・ラハカモ。

## 経歴
- 1992年アルベールビルオリンピックに出場し6位。
- 1994年リレハンメルオリンピックに出場し4位。
- 1995年ヨーロッパフィギュアスケート選手権でフィンランド選手として初めてとなる優勝を果たす。のちに引退し、プロに転向。

## 主な戦績
| 大会/年      | 85-86 | 86-87 | 87-88 | 88-89 | 89-90 | 90-91 | 91-92 | 92-93 | 93-94 | 94-95 |
| ------------ | ----- | ----- | ----- | ----- | ----- | ----- | ----- | ----- | ----- | ----- |
| オリンピック |       |       |       |       |       |       | 6     |       | 4     |       |
| 世界選手権   |       | 20    | 20    | 13    | 6     | 7     | 5     | 4     | 3     | 2     |
| 欧州選手権   | 18    | 18    | 15    | 12    | 7     | 8     | 6     | 3     | 4     | 1     |